# SU-76
Die SU-76 (russ. Samochodnaja Ustanowka) war eine leichte sowjetische Selbstfahrlafette des Zweiten Weltkrieges, die sowohl zur Panzerabwehr als auch als Artillerie-Fahrzeug eingesetzt wurde. Nach dem T-34 war es das meistgebaute sowjetische Panzerfahrzeug des Krieges.

## Entwicklung
Erste Versuche mit Selbstfahrlafetten begannen bereits in den 1930er Jahren. Doch das geringe Interesse der sowjetischen Führung und die geringe Aufmerksamkeit der sowjetischen Artilleriekommission führten dazu, dass vor Beginn des Zweiten Weltkrieges keine Fahrzeuge zur Serienreife gebracht wurden.
Im Februar 1942 begann dann, nachdem man festgestellt hatte, dass eine mobile Artillerie für die Begleitung der Panzer erforderlich war, die Entwicklung eines Fahrzeuges.

Zunächst versuchte man das Fahrzeug auf der Basis des T-60 zu bauen, in dieser Phase wurde das Fahrzeug als OSU-76 (Opytnaya Samokhodnaya Ustanokva – Erprobungsselbstfahrlafette) bezeichnet.
Man ging dann aber zur Wanne des T-70 über. Fahrerplatz, Motoren und Tanks wurden in der Wanne nach vorne verlegt. Das Fahrwerk bestand aus einer verlängerten Wanne des T-70 mit einem zusätzlichen Laufrollenpaar. Mittels der Verlängerung des Chassis wurde es möglich, die Waffe in geringer Höhe hinter der Fahrzeugmitte einzubauen.
Eine Antriebskonstruktion, die bereits bei den frühen T-70 Probleme bereitet hatte, mit zwei Motoren des Herstellers GAS, die jeweils eine Kette antrieben, erwies sich als problematisch. Gesteuert wurde, indem die Drehzahl der beiden Motoren unabhängig voneinander geregelt wurde. Da dies in der Praxis schlecht funktionierte, war die Selbstfahrlafette bei den Besatzungen sehr unbeliebt, was ihr den Beinamen „Suka“ („Schlampe“ – siehe auch Russischer Mat) einbrachte. Von der frühen SU-76 Ausführung wurden 1942 nur 26 Fahrzeuge gebaut. Weitere 583 folgten im Jahr 1943.
Als der T-70 wegen seiner Antriebsprobleme modernisiert wurde, sah man die Möglichkeit, auch die Selbstfahrlafette zu verbessern. Nun auf Basis des T-70 M erhielt das neue Fahrzeug die Variantenbezeichnung SU-76M, diese Ausführung kam dann ab Anfang 1943 in großen Stückzahlen an die Front.

## Technik
Die Bewaffnung bestand aus dem Geschütz SIS-3. Die Kanone war in einem leicht gepanzerten, nicht drehbaren und oben offenen Aufbau untergebracht. In diesem konnte die Lafette der Kanone gerichtet werden. Der gegen erhöhte Feindstellungen und Flugzeuge nutzlose und nur gegen kleine Kaliber gepanzerte Aufbau war auch der größte Schwachpunkt des Fahrzeugs.
Der Kampfsatz umfasste Splitterspreng-, Panzer- und Unterkalibergranaten. Die Panzergranate hatte auf 500 Meter ein Durchschlagsleistung von 71 mm, die BR-350P Unterkalibergranate auf 500 Meter 92 mm, was ausreichte, um die Panzerung eines Tiger von der Seite zu durchschlagen.  Die Feuerrate lag bei 8 bis 12 Schuss pro Minute.
Der Tank fasste 412 Liter.

## Einsatz
|              | 1942 | 1943 | 1944 | 1945     | Total |
| ------------ | ---- | ---- | ---- | -------- | ----- |
| SU-76        |      |      |      |          |       |
| Werk Nr. 38  | 25   | 583  |      |          | 608   |
| SU-76M       |      |      |      |          |       |
| Werk Nr. 38  |      | 562  | 1103 |          | 1665  |
| Werk Nr. 40  |      | 210  | 1344 | 752+156  | 2462  |
| GAZ          |      | 601  | 4708 | 2214+440 | 7963  |
| Total        | 25   | 1956 | 7155 | 3562     | 12698 |
| Anmerkungen: | 1.   | 1.   | 1.   | 1.       | 1.    |

Die Verlagerung der Industrie nach dem Osten verzögerte die Produktion. Ab Sommer 1943 kamen die SU-76 zum Masseneinsatz für die unmittelbare Begleitung der Infanterie. Damit konnte dieser nach dem Konzept der Artillerieoffensive nicht nur bei der Artillerievorbereitung, sondern auch während Angriffs und beim Vorstoß in die Tiefe der feindlichen Verteidigung Artillerieunterstützung gegeben werden.
Es wurden 12.698 Stück gebaut. 8.500 Stück gingen im Krieg verloren.
Von deutscher Seite wurde die Su-76 als Gegenstück zum Marder (Marder II, Marder III) angesehen und in den Dienstvorschriften wurde sie als „7,62 cm Pak Selbstfahrlafette auf Fahrgestell T-70“ bezeichnet. Die Kampfkraft wurde als hoch eingeschätzt und sie fand immer wieder als Beutefahrzeug Verwendung.
Im Koreakrieg wurde die SU-76 auch von der Koreanischen Volksarmee eingesetzt.

## Nachbau auf PzKpfw III

### SU-76 (I)

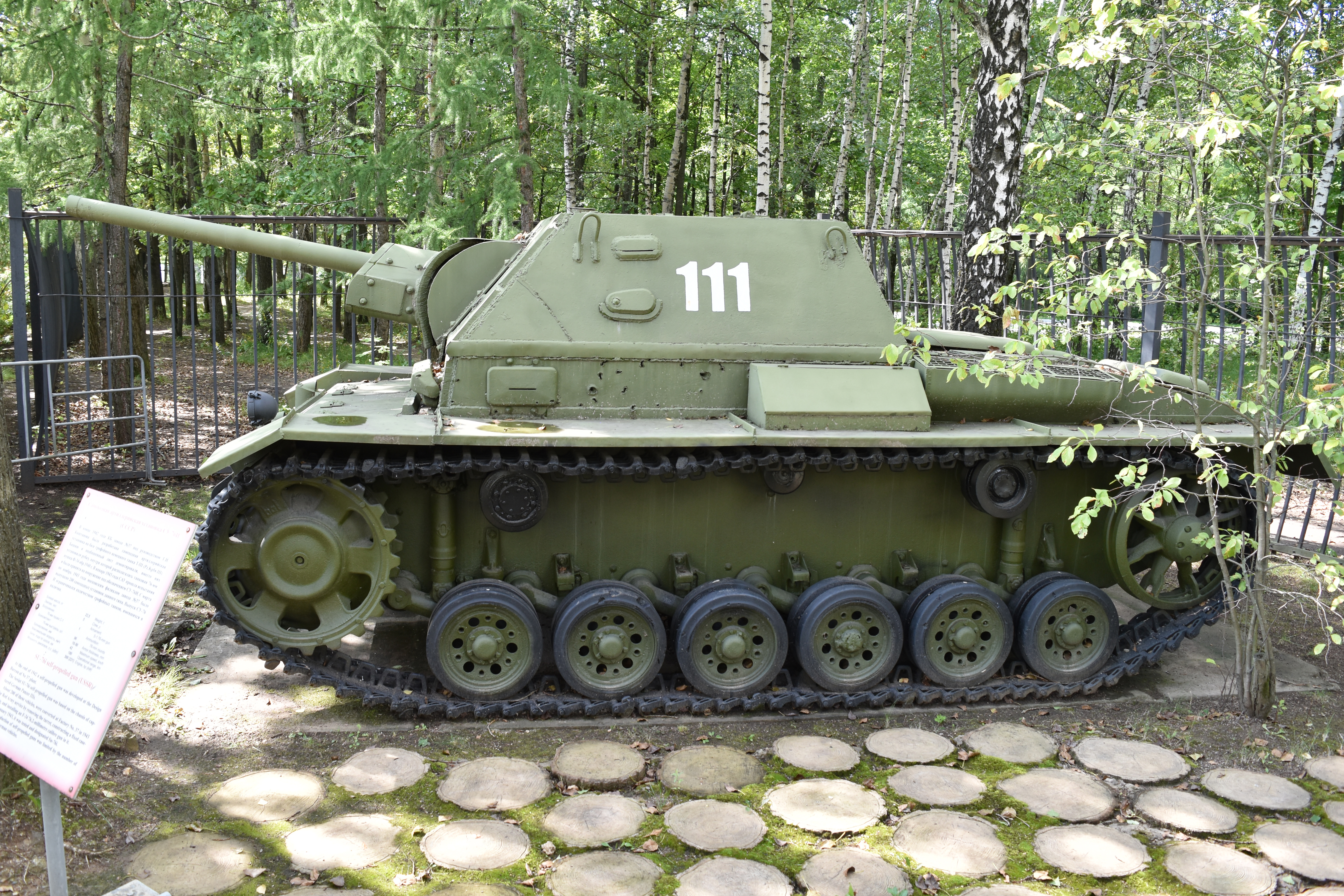
Ein Su-76(I) im Zentralmuseum des Großen Vaterländischen Krieges in Moskau

Im Winter 1941 und während des Jahres 1942 erbeutete die Rote Armee zahlreiche deutsche Panzerkampfwagen III. Verschiedene Modelle und Bewaffnungen machten eine direkte Weiternutzung, unter anderem aufgrund des ungesicherten Munitionsnachschubs für die deutschen Kanonen, jedoch schwierig.
Nach den ersten Erfahrungen mit dem SU-76 wollte man schnell mehr solcher Fahrzeuge zum Einsatz bringen. Die Sowjets versahen deshalb die deutschen Fahrgestelle mit einem neuen Kasemattenaufbau  und bauten die Kanone F-34 des Panzers T-34/76 ein. Das so entstandene Fahrzeug, das über keinerlei Sekundärbewaffnung verfügte, wurde unter der Bezeichnung SU-76 (I) in Dienst gestellt, wobei das I für „ausländisch“ (inostrannyy russisch Иностранная) stand. Insgesamt wurden 201 SU-76(I) gebaut.
Der erste Einsatz erfolgte bei der Schlacht im Kursker Bogen Mitte 1943. Anfang 1944 waren genug SU-76 M für alle Fronteinheiten vorhanden und die noch vorhandenen im Einsatz stehenden SU-76 (I) wurden an Ausbildungseinheiten abgegeben.
Einzelne Fahrzeuge wurden von der Wehrmacht zurückerbeutet, nachgewiesen ist die Nutzung eines solchen Fahrzeugs mit einer zusätzlichen deutschen Kommandantenkuppel.

## Bewertung
Der SU-76 ähnelt in seiner Konstruktion den deutschen Marder-Panzern. Auch der Einsatz zur Panzerabwehr stellt eine Parallele dar. Mit dem SU-76 stand der sowjetischen Armee ein einfaches, aber kampfstarkes Unterstützungsfahrzeug zur Verfügung. Es war schnell genug, um mit den Panzern T-34 Schritt zu halten. Als Panzerjäger war es dennoch nur mäßig erfolgreich, da die Wehrmacht bereits bei dessen Indienststellung begann, schwerere Panzer an die Front zu bringen. Als Sturmartilleriegeschütz war es jedoch eine wertvolle Unterstützung für die Infanterie.
Sowjetische Quellen betonen die einfache Konstruktion und die damit unkomplizierte Massenfertigung sowie die geringe Größe und Leichtigkeit, welche es ermöglichten, die Deckungs- und Tarneigenschaften des Geländes voll auszunutzen und die Infanterie ständig zu begleiten.